# Filmografia di Looney Tunes e Merrie Melodies (1980-oggi)
Questo è un elenco di tutti i cortometraggi animati cinematografici pubblicati dalla Warner Bros. sotto le insegne Looney Tunes e Merrie Melodies dal 1980 a oggi.
Dal 1980 sono stati distribuiti un totale di 16 cortometraggi animati, tutti della serie Looney Tunes tranne La notte del papero vivente.
| Titolo originale             | Titolo italiano                  | Personaggi                                                                                | Data di uscita    |
| ---------------------------- | -------------------------------- | ----------------------------------------------------------------------------------------- | ----------------- |
| The Duxorcist                | Il paperesorcista                | Daffy Duck, Melissa Duck                                                                  | 20 novembre 1987  |
| The Night of the Living Duck | La notte del papero vivente      | Daffy Duck                                                                                | 23 settembre 1988 |
| Box-Office Bunny             | Un biglietto per il cinema       | Bugs Bunny, Daffy Duck, Taddeo                                                            | 26 ottobre 1990   |
| Chariots of Fur              | Momenti... di caccia             | Willy il Coyote e Beep Beep                                                               | 21 dicembre 1994  |
| Carrotblanca                 | Casablanca Bugs                  | In questo cortometraggio appaiono quasi tutti i personaggi Looney Tunes                   | 15 agosto 1995    |
| Another Froggy Evening       |                                  | Michigan J. Frog, Marvin il Marziano                                                      | 6 ottobre 1995    |
| Superior Duck                | Super Duck                       | Daffy Duck, Foghorn Leghorn, Titti, Marvin il Marziano, Porky Pig, Diavolo della Tasmania | 23 agosto 1996    |
| Pullet Surprise              |                                  | Foghorn Leghorn, Pete Puma                                                                | 26 marzo 1997     |
| Father of the Bird           |                                  | Gatto Silvestro                                                                           | 14 novembre 1997  |
| Little Go Beep               |                                  | Willy il Coyote e Beep Beep                                                               | 6 novembre 2000   |
| Cock-a-Doodle-Duel           |                                  | Foghorn Leghorn, Barnyard Dawg, Miss Prissy                                               | 31 marzo 2004     |
| Coyote Falls                 |                                  | Willy il Coyote e Beep Beep                                                               | 30 luglio 2010    |
| Fur of Flying                |                                  | Willy il Coyote e Beep Beep                                                               | 24 settembre 2010 |
| Rabid Rider                  |                                  | Willy il Coyote e Beep Beep                                                               | 17 dicembre 2010  |
| I Tawt I Taw a Puddy Tat     | Mi è semblato di vedele un gatto | Silvestro, Titti, Nonna                                                                   | 18 novembre 2011  |
| Daffy's Rhapsody             |                                  | Daffy Duck, Taddeo                                                                        | 10 febbraio 2012  |
| Flash in the Pain            |                                  | Willy il Coyote e Beep Beep, Titti, Silvestro, Nonna                                      | 10 giugno 2014    |